# 小笠原長房 (阿波小笠原氏)
小笠原 長房（おがさわら ながふさ）は、鎌倉時代中期の武将。鎌倉幕府御家人。阿波国守護。小笠原長経の次男で阿波小笠原氏の祖となる。
承久の乱後、兄・長忠が阿波国守護に任ぜられるが、長忠が本国である信濃国への帰国を希望したために、代わって長房が守護となった。
文永4年（1267年）に幕府の命令を奉じて、三好郡郡領・平盛隆を討ち、褒賞として美馬郡と三好郡に2万6千町余りの所領が与えられ、阿波岩倉城を拠点とした。子孫は鎌倉幕府滅亡まで阿波国守護を務め、子孫からは三好氏などを輩出した。